# ロイ・ヘファーナン
ロイ・ヘファーナン（Laurence Roy Heffernan、1925年7月12日 - 1992年9月24日）は、オーストラリア出身のプロレスラー。
北米のマット界に進出後、アル・コステロとの悪役タッグチーム、ファビュラス・カンガルーズ（The Fabulous Kangaroos）の初代メンバーとして活躍した。

## 来歴
ボディビルディングを経て、1944年にプロレスラーとしてデビュー。1953年にアメリカへ進出し、ベビーフェイスのポジションで活動。1955年10月27日にはテキサス州アマリロにおいて、トーナメントの決勝でアート・ネルソンを破りNWAサウスウエスト・ジュニアヘビー級王座を獲得。太平洋岸北西部ではレッド・バスチェンのパートナーとなり、1956年11月にNWAパシフィック・ノースウエスト・タッグ王者となっている。
1957年、カナダのカルガリー地区（スチュ・ハート主宰のスタンピード・レスリング）にて、同じくオーストラリアから渡米してきたアル・コステロをパートナーにファビュラス・カンガルーズを結成。以降、ヒールのタッグチームとして、テキサス、ニューヨーク、ロサンゼルス、フロリダなど、全米の主要テリトリーで活躍した。
1965年7月5日のバンクーバーでのドン・レオ・ジョナサン&ジム・ヘイディとの試合を最後に、コステロとのタッグを解消してオーストラリアに帰国。ジム・バーネットが運営していたワールド・チャンピオンシップ・レスリングにおいて、スカル・マーフィーやブルドッグ・ブラワーと共にヒール陣営のトップとしてスパイロス・アリオンらと抗争。同年10月から11月にかけては、豪州遠征中だったカール・ゴッチと8回対戦し、5勝1敗2引き分けの戦績を残した。
1992年9月24日、心臓発作により67歳で死去。没後の2013年、初代カンガルーズでの功績をたたえ、コステロと共にNWA殿堂に迎えられた。
なお、1980年代前半にカナダ出身のボブ・ダラセーラがロイ・ヘファーナンの「甥」と称し、ジョニー・ヘファーナンあるいはボビー・ヘファーナンと名乗ってドン・ケントと新生ファビュラス・カンガルーズを結成していたが、あくまでもギミック上の設定であり、実際には血縁関係はない。

## 獲得タイトル
パシフィック・ノースウエスト・レスリング
- NWAパシフィック・ノースウエスト・タッグ王座：1回（w / レッド・バスチェン）[4]

サウスウエスト・スポーツ
- NWA世界タッグ王座（テキサス東部版）：1回（w / アル・コステロ）[10]

NWAニューメキシコ
- NWAロッキー・マウンテン・タッグ王座：1回（w / アル・コステロ）[11]

NWAウエスタン・ステーツ・スポーツ
- NWAサウスウエスト・ジュニアヘビー級王座：1回[3]
- NWAインターナショナル・タッグ王座（テキサス西部版）：2回（w / アル・コステロ）[12] ※初代王者

キャピトル・レスリング・コーポレーション
- NWA USタッグ王座（ノースイースト版）：3回（w / アル・コステロ）[13]

チャンピオンシップ・レスリング・フロム・フロリダ
- NWA世界タッグ王座（フロリダ版）：1回（w / アル・コステロ）[14]
- NWA USタッグ王座（フロリダ版）：2回（w / アル・コステロ）[15] ※初代王者

ノース・アメリカン・レスリング・アライアンス
- NAWAブラスナックルズ王座：1回[16]
- NAWAインターナショナルTVタッグ王座：1回（w / アル・コステロ）[17]

ワールドワイド・レスリング・アソシエーツ
- WWA世界タッグ王座：1回（w / アル・コステロ）[18]

NWAオールスター・レスリング
- NWAカナディアン・タッグ王座（バンクーバー版）：4回（w / アル・コステロ）[19]

アレックス・ターク・プロモーションズ
- カナディアン・タッグ王座 / インターナショナル・タッグ王座（マニトバ版）：2回（w / アル・コステロ）[20]

ナショナル・レスリング・アライアンス
- NWA殿堂：2013年（w / アル・コステロ）[8]